# Pokrzewka aksamitna
Pokrzewka aksamitna (Curruca melanocephala) – gatunek niewielkiego ptaka z rodziny pokrzewek (Sylviidae). Występuje w krajach śródziemnomorskich – w południowej Europie, północnej Afryce i na Bliskim Wschodzie. Do Polski zalatuje wyjątkowo; odnotowano cztery stwierdzenia – w kwietniu 2001, maju 2005, maju 2016 w Krynicy Morskiej i październiku 2023 roku w Warszawie. Nie jest zagrożony wyginięciem.

## Systematyka
Gatunek ten po raz pierwszy zgodnie z zasadami nazewnictwa binominalnego opisał w 1789 roku Johann Friedrich Gmelin w 13. edycji linneuszowskiego Systema Naturae. Autor nadał mu nazwę Motacilla melanocephala, a jako miejsce typowe wskazał Sardynię. Obecnie gatunek umieszczany jest w rodzaju Curruca, dawniej bywał też zaliczany do rodzaju Sylvia.

## Podgatunki i zasięg występowania
Zwykle wyróżnia się pięć podgatunków C. melanocephala:
- C. melanocephala melanocephala – południowa Europa (w tym wyspy na Morzu Śródziemnym) do zachodniej Turcji, północno-zachodnia Afryka. Obejmuje nieuznawany obecnie takson pasiphae, opisany z Krety.
- C. melanocephala leucogastra – Wyspy Kanaryjskie.
- C. melanocephala valverdei – południowe Maroko i Sahara Zachodnia.
- C. melanocephala momus – północno-wschodni Egipt do skrajnie południowo-środkowej Turcji.
- C. melanocephala norrisae – podgatunek wymarły, po raz ostatni stwierdzony w 1939 roku[3], Fajum (północno-środkowy Egipt).

Podgatunek leucogastra bywa niekiedy synonimizowany z podgatunkiem nominatywnym.

## Morfologia
WyglądSamiec: pióra w większości szare, białe gardło, czarna głowa i czerwona obrączka oczna. Samica: pióra w większości szarobrązowe, szara głowa i również czerwona obrączka oczna. Młode są podobne do samicy.
Wymiary średniedługość ciała ok. 13–14 cm
rozpiętość skrzydeł 15–18 cm
masa ciała 12–25 g

## Ekologia

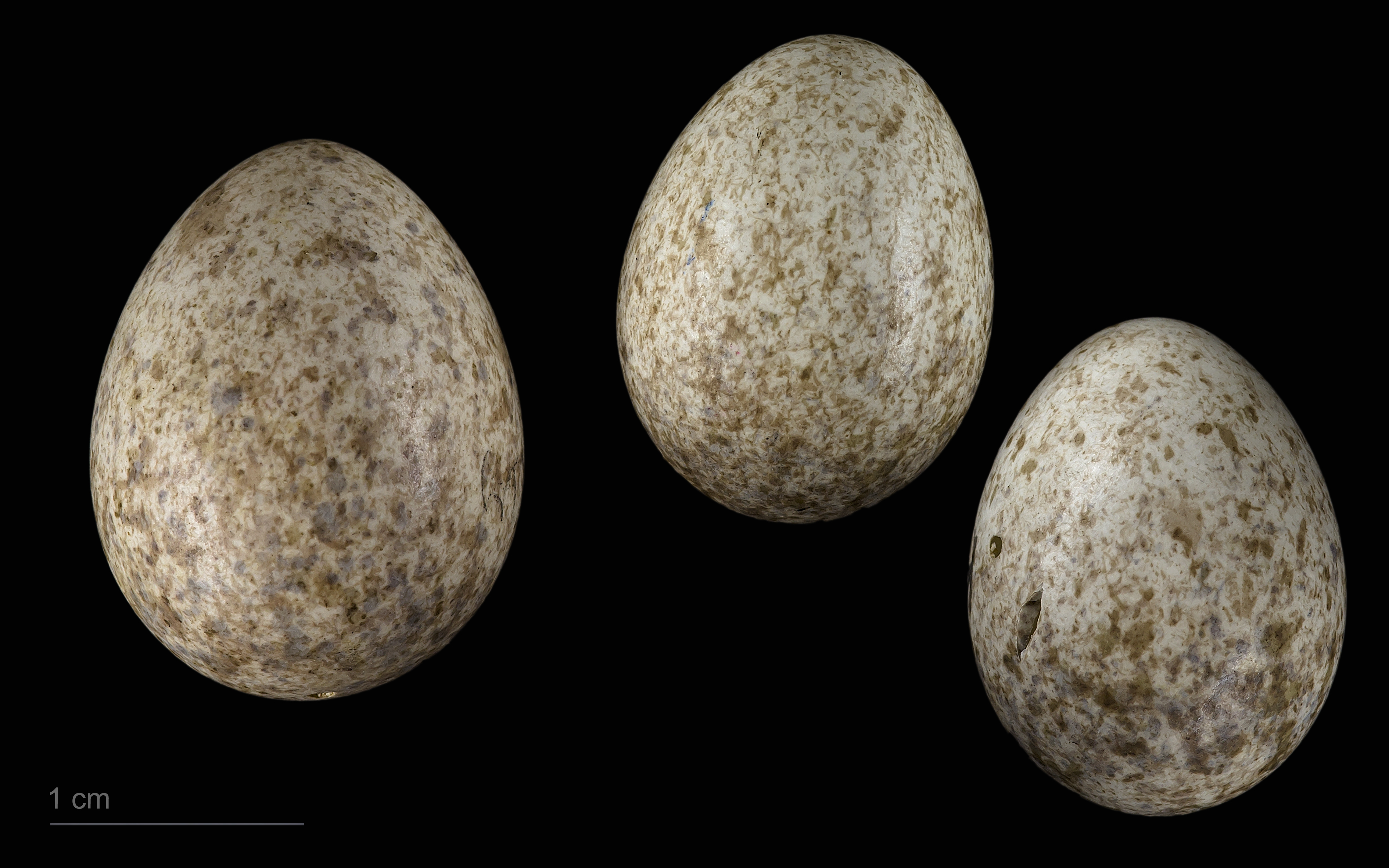
Jajo kukułki (z lewej) i jaja pokrzewki aksamitnej (kolekcja muzealna)

BiotopSady oliwne, lasy z sosnami, winnice i ogrody.
GniazdoZawsze w miejscu dobrze osłoniętym, umieszczone w krzewach.
JajaZwykle dwa lęgi w roku. Składa 3–5 jaj, żółtobiałych lub z czerwonobrązowymi plamami.
Wysiadywanie, pisklętaOd złożenia ostatniego jaja trwa 13–14 dni. Pisklęta opuszczają gniazdo po 11–12 dniach.
PożywienieOwady, ich larwy, pająki, jesienią również jagody i inne owoce.

## Status i ochrona
IUCN uznaje pokrzewkę aksamitną za gatunek najmniejszej troski (LC, Least Concern) nieprzerwanie od 1988 roku. Liczebność światowej populacji, obliczona w oparciu o szacunki organizacji BirdLife International dla Europy z 2015 roku, mieści się w przedziale 25–54 miliony dorosłych osobników. Globalny trend liczebności populacji uznawany jest za wzrostowy.
Na terenie Polski gatunek ten jest objęty ścisłą ochroną gatunkową.